# 2012: Час змін
«2012: час змін» (англ. 2012: Time for Change) — документальний анімаційний фільм Жоао Дж. Аморіма.

## Продюсери
- Жоао Дж. Аморім
- Деніел Пінчбек — виконавчий продюсер
- Кріс Редліх — виконавчий продюсер
- Тао Располі — співпродюсер
- Кріс Сьюард — продюсер-консультант
- Сол Трайон
- Річард Уінклер — асоційований продюсер
- Блейк Ешман — співпродюсер
- Джанкарло Канавесіо
- Хелен Чанг — продюсер анімації
- Сімона Хаггіаг — виконавчий продюсер
- Аден Хакімі — лінейний продюсер
- Нікос Катсаоуніс — асоційований продюсер
- Льюїс Кофський — співпродюсер
- Шеннон МакКой Кон — асоційований продюсер

## Художники
- Дастін Ліндблад